# Verschönerungsverein

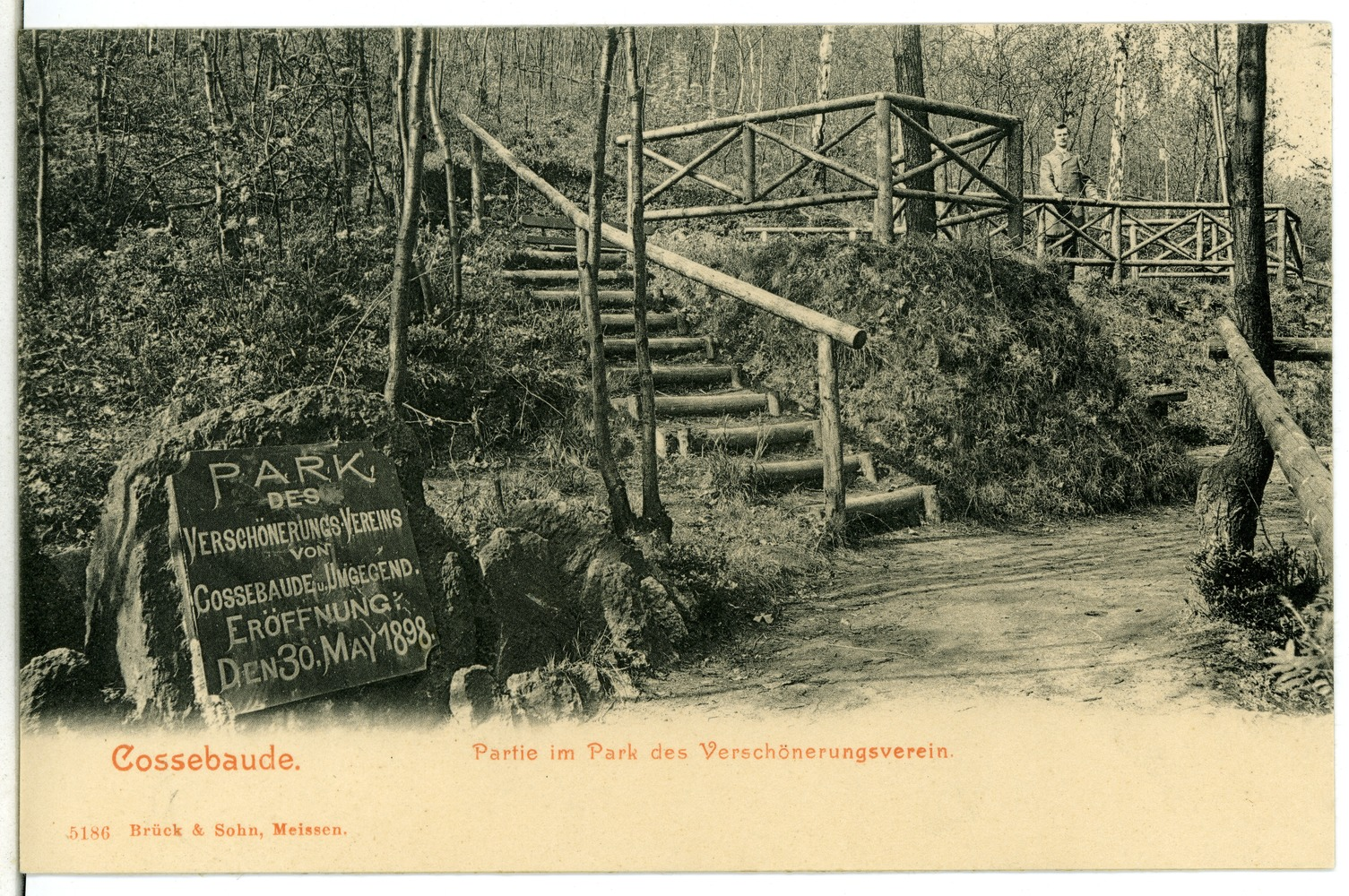
Park des Verschönerungsvereins Cossebaudes (1904)

Ein Verschönerungsverein ist ein Verein, der sich der Förderung der Attraktivität des Ortsbildes und der Landschaftsgestaltung in einer Gemeinde oder einer Region verschrieben hat. Diese Attraktivierung wird sowohl im immateriellen Interesse der Bewohner des betreffenden Gebietes angestrebt als auch im wirtschaftlichen Interesse des Tourismus.
Typische Maßnahmen sind dabei die Verschönerung des entsprechenden Gebietes durch die Anlage von Parks, durch  Blumenwettbewerbe, Aussichtswarten, Sitzbänke für Spaziergänger sowie den Bau von Aussichtstürmen etc.

## Geschichte
Verschönerungsvereine sind vielfach in der Zeit des in größeren Umfang aufkommenden Tourismus in der zweiten Hälfte des 19. Jahrhunderts entstanden. Neben Maßnahmen zur Attraktivitätssteigerung des Ortsbildes übernahmen sie die Werbung, Vermittlung und Betreuung von Gästen und den Unterhalt touristischer Einrichtungen.
Später wurden die meisten Vereine in Verkehrsverein oder Fremdenverkehrsverein umbenannt. Heute heißen sie zumeist Tourismusvereine. In Prädikatskurorten wird ein Teil der Aufgaben der ehemaligen Verschönerungsvereine heute von den Gemeinden oder Zweckverbänden übernommen.

## Beispiele

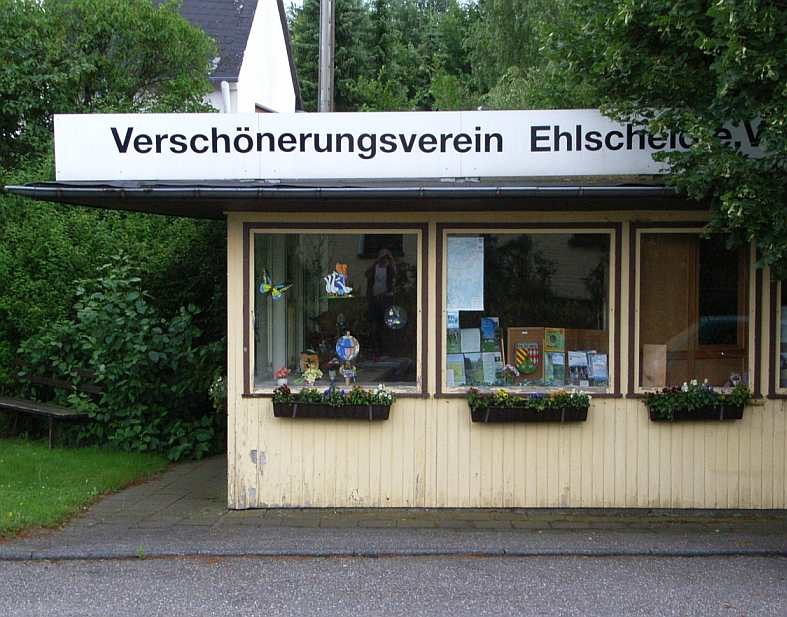
Verschönerungsverein Ehlscheid

- Der 1861 gegründete Verschönerungsverein Stuttgart erstellte u. a. mehrere Aussichtstürme in Stuttgart: den Hasenbergturm, den Kriegsbergturm und den Killesbergturm.
- Der 1863 gegründete Verschönerungsverein Heilbronn erbaute u. a. den Schweinsbergturm, renovierte den Turm auf dem Wartberg, erweiterte die Köpferbrunnenanlage und schuf über 30 Kilometer Spazierwege.
- Der Barmer Verschönerungsverein (gegründet 1864) legte die bekannten Barmer Anlagen (heute in Wuppertal) an und errichtete darauf den Toelleturm. Heute gelten die Anlagen als einer der größten öffentlich zugänglichen Privatparks Deutschlands. Der Verein betreibt sie bis heute.
- Der Sommerverschönerungsverein St. Moritz (Schweiz), gegründet 1865, wurde zum Kur- und Verkehrsverein.[1]
- Der Elberfelder Verschönerungsverein ist ein 1870 gegründeter Verschönerungsverein, der die Hardtanlagen in Wuppertal, die Parks Friedenshöhe, Friedrichsberg, Mirker Hain und den Nützenbergpark anlegte.

Aussichtsturm Frankenwarte auf dem Grundstück des Verschönerungsvereins Würzburg e. V.

- 1874 wurde der noch heute bestehende Verschönerungsverein[2] in Würzburg mit dem Pflanzenphysiologen Julius Sachs als erstem Vorsitzenden[3] gegründet.[4] Der Verschönerungsverein war beteiligt an der Ausgestaltung des Ringparks und des Würzburger Steinbachtals,[5] errichtete unter anderem den Aussichtsturm Frankenwarte und initiierte die Wiederherstellung des durch sein mutmaßliches Grabmal des Minnesängers Walther von der Vogelweide bekannten Lusamgärtchens.
- Der 1875 gegründete Göttinger Verschönerungsverein (GVV) geht auf eine Initiative von Bürgermeister Georg Merkel zurück. Der Verein führte ursprünglich Aufforstungen und Baumpflanzungen durch, legte Wanderwege mit Markierungen und Ruhebereichen an, errichtete Gedenksteine, Brunnen und Denkmäler. Schwerpunkt war der Bau von Aussichtstürmen und -punkten mit Freihaltung entsprechender Sichtschneisen, z. B. Bismarckturm, Alter Turm an der Mackenröder Spitze und Hünstollenturm mit Brockenblick.[6] Der heute noch aktive Verein betreibt jetzt vor allem die angemietete  „Torhaus-Galerie“ mit Ausstellungen moderner Kunst.[7]
- Der Verschönerungsverein zu Kassel errichtete bei Kassel 1879 den Elfbuchenturm.
- Der 1880 gegründete Echternacher Verschönerungsverein erschloss 1881 die Echternacher Wolfsschlucht.
- 1884 wurde von zwölf Berlinern der Woltersdorfer Verschönerungsverein gegründet. Er gestaltete die Gegend um die Woltersdorfer Schleuse zu einem Naherholungsort um und besteht bis heute.
- Der Verschönerungsverein Beilngries 1893 errichtete 1901 die Wodansburg, ein Denkmal mit Aussichtspunkt über dem Altmühltal.[8]

Verschönerungsvereine gibt es auch in nicht-deutschsprachigen Ländern, so beispielsweise in Tschechien, wo sie „Okrašlovací spolek“ heißen und zum Teil neue Aufgaben übernahmen (wie Aktionen anlässlich der Verlegung von Stolpersteinen usw.).